# Weki Meki
Weki Meki (Hangul: 위키미키), är en sydkoreansk tjejgrupp bildad 2017 under företaget Fantiago. Gruppen består av de 8 medlemmarna Suyeon, Elly, Yoojung, Doyeon, Sei, Lua, Rina, och Lucy, och de gjorde sin debut den 7 augusti 2017.

## Medlemmar
| Artistnamn   | Artistnamn | Födelsenamn  | Födelsenamn | Födelsedatum      |
| Romanisering | Hangul     | Romanisering | Hangul      | Födelsedatum      |
| ------------ | ---------- | ------------ | ----------- | ----------------- |
| Suyeon       | 수연       | Ji Suyeon    | 지수연      | 20 april 1997     |
| Elly         | 엘리       | Jung Haerim  | 정해림      | 20 juli 1998      |
| Yoojung      | 유정       | Choi Yoojung | 최유정      | 12 november 1999  |
| Doyeon       | 도연       | Kim Doyeon   | 김도연      | 4 december 1999   |
| Sei          | 세이       | Lee Seojeong | 이서정      | 7 januari 2000    |
| Lua          | 루아       | Kim Sookyung | 김수경      | 6 oktober 2000    |
| Rina         | 리나       | Kang Soeun   | 강소은)     | 27 september 2001 |
| Lucy         | 루시       | Noh Hyojung  | 노효정      | 31 augusti 2002   |

## Diskografi

### EP (extended plays)
| Titel                                             | Album detaljer                                                    | Topplacering | Topplacering | Topplacering | Sålt                       |
| Titel                                             | Album detaljer                                                    | KOR          | JPN          | TW           | Sålt                       |
| ------------------------------------------------- | ----------------------------------------------------------------- | ------------ | ------------ | ------------ | -------------------------- |
| Weme                                              | - Släppt: 8 augusti 2017 - Skivbolag: Fantagio Music, Interpark   | 7            | —            | 10           | - KOR: 49,476 - JPN: 704   |
| Lucky                                             | - Släppt: 21 februari 2018 - Skivbolag: Fantagio Music, Interpark | 2            | 36           | 7            | - KOR: 34,395 - JPN: 2,225 |
| Hide and Seek                                     | - Släppt: 18 juni 2020 - Skivbolag: Fantagio Music                | 13           | —            | —            | - KOR 16 848               |
| "—" betyder att albumet inte fått någon position. |                                                                   |              |              |              |                            |

### Singel album
| Title       | Details                                                          | Topplacering | Topplacering | Sålt           |
| Title       | Details                                                          | KOR          | TW           | Sålt           |
| ----------- | ---------------------------------------------------------------- | ------------ | ------------ | -------------- |
| Kiss, Kicks | - Släppt: 11 oktober 2018 - Skivbolag: Fantagio Music, Interpark | 5            | 12           | - KOR: 22,281+ |

### Singlar
| Titel                                             | År   | Topplacering | Topplacering | Sålt          | Album       |
| Titel                                             | År   | KOR          | US World     | Sålt          | Album       |
| ------------------------------------------------- | ---- | ------------ | ------------ | ------------- | ----------- |
| "I Don't Like Your Girlfriend"                    | 2017 | 95           | —            | - KOR: 21,447 | Weme        |
| "La La La"                                        | 2018 | —            | —            | N/A           | Lucky       |
| "Crush"                                           | 2018 | —            | 14           | N/A           | Kiss, Kicks |
| "—" betyder att albumet inte fått någon position. |      |              |              |               |             |